# 증평 남하리사지 마애불상군
증평 남하리사지 마애불상군(曾坪 南下里寺址 磨崖佛像群)은 충청북도 증평군 증평읍, 남하리사지에 있는 고려시대의 마애불상군이다. 1998년 12월 31일 충청북도의 유형문화재 제197호로 지정되었다.

## 개요
충청북도 증평군 증평읍 남대산을 배경으로 동향한 기슭에 남하리사 절터가 있다. 이 절터 근처 암벽의 3면에 모두 5구의 불·보살상이 조각되어 있다.
중앙에 본존불과 좌우에 보살을 조각한 1면이 있고 그 암반의 북면에 여래입상이 별도로 새겨졌다. 삼존불이 있는 바위의 남쪽 앞 정면 삼각형의 바위에는 한쪽 다리만 올리고 생각하는 자세로 앉아 있는 반가사유상이 조각되어 있다.
마애불상군의 전체 높이는 1.14∼2.98m이며, 본존불의 높이는 2.98m, 여래입상의 높이는 2.53m, 반가사유상의 높이는 2.53m이다.

## 같이 보기
- 증평 남하리 사지 - 충청북도 기념물 제167호

## 참고 자료
- 증평 남하리사지 마애불상군 - 국가유산청 국가유산포털